# درماتیت تماسی
درماتیت تماسی نوعی درماتیت یا التهاب پوستی است. برخی از علائم درماتیت تماسی می‌تواند شامل خارش یا خشکی پوست، بثورات قرمز، برآمدگی، تاول و تورم باشد. این بثورات، مسری، یا تهدیدکنندهٔ زندگی نیستند اما می‌توانند بسیار آزاردهنده باشند.
درماتیت تماسی ناشی از قرار گرفتن در معرض آلرژن‌ها (درماتیت تماسی آلرژیک) یا محرک‌ها (درماتیت تماسی تحریک‌کننده) است. درماتیت فوتوتوکسیک نیز زمانی رخ می‌دهد که مادهٔ حساسیت‌زا یا محرک، توسط نور خورشید فعال شود. تشخیص درماتیت تماسی آلرژیک اغلب می‌تواند با تست برچسبی، بررسی شود.
درماتیت تماسی ۹۵ درصد از تمام اختلالات پوستی شغلی را تشکیل می‌دهد.

## علائم
درماتیت تماسی یک بثورات موضعی یا تحریک پوست است که در اثر تماس با یک مادهٔ خارجی ایجاد می‌شود. فقط نواحی سطحی پوست در درماتیت تماسی تحت تأثیر قرار می‌گیرند. التهاب بافت آسیب‌دیده در اپیدرم (خارجی‌ترین لایهٔ پوست) و درم خارجی (لایهٔ زیر اپیدرم) وجود دارد.
درماتیت تماسی منجر به راش‌های پوستی بزرگ همراه با سوزش و خارش می‌شود که ممکن است از چند روز تا چند هفته طول بکشد تا بهبود یابند. درماتیت تماسی مزمن زمانی ممکن است ایجاد شود که حذف عامل آزاردهنده، دیگر بهبود مورد انتظار را در موضع دچار درماتیت، ایجاد نکند.
در حالی‌که هر یک از انواع درماتیت تماسی می‌تواند هر قسمت از بدن را تحت تأثیر قرار دهد، درماتیت تماسی تحریک‌کننده، اغلب دست‌ها را تحت تأثیر قرار می‌دهد.

## دلایل
دلایل شایع درماتیت تماسی آلرژیک عبارت‌اند از:
حساسیت به نیکل، طلای ۱۴ یا ۱۸ عیار، شیرهٔ گیاه Myroxylon pereirae، سماق سمی، بیلوبول، آلکیل رزورسینول (که در میوه‌های گیاهان کهن‌دار یافت می‌شود).
علل شایع درماتیت تماسی تحریک‌کننده شامل حلال‌ها، مایعات فلزکاری، لاتکس، نفت سفید، اتیلن اکساید، کاغذ، به‌ویژه کاغذهای پوشش داده شده با مواد شیمیایی و جوهر چاپ، برخی غذاها و نوشیدنی‌ها، طعم‌دهنده‌ها و ادویه‌ها، عطرها، سورفکتانت‌ها در داروهای موضعی و لوازم آرایشی، قلیاها، میزان رطوبت پایین و تماس با بسیاری از گیاهان، صابون‌های قلیایی خشن، شوینده‌ها و محصولات پاک‌کننده هستند.
سه نوع درماتیت تماسی وجود دارد: درماتیت تماسی تحریک‌کننده. درماتیت تماسی آلرژیک و درماتیت فتوکانتکت. درماتیت فتوکانتکت به دو دستهٔ فتوتوکسیک و فتوآلرژیک تقسیم می‌شود.

### درماتیت تماسی تحریک‌کننده

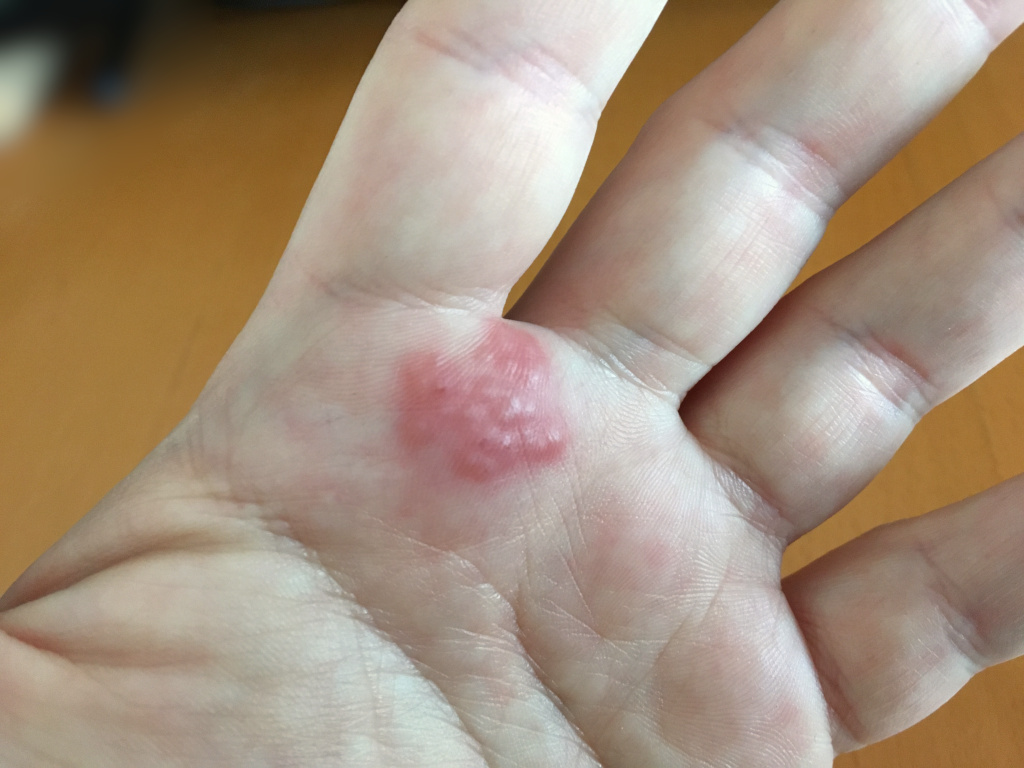
درماتیت تماسی ناشی از جابجایی بدون دستکش نخاله ساختمانی و چوب

درماتیت تماسی تحریکی (ICD) را می‌توان به اَشکال ناشی از محرک‌های شیمیایی و آن‌هایی که توسط محرک‌های فیزیکی ایجاد می‌شود تقسیم کرد. محرک‌های شیمیایی رایج عبارت‌اند از: حلال‌ها (الکل، زایلین، تربانتین، استرها، استون، کتون‌ها و غیره). سیالات فلزکاری، مایعات فلزکاری مبتنی بر آب با سورفکتانت‌ها؛ لاتکس؛ نفت سفید، اتیلن اکساید؛ سورفکتانت‌ها در داروهای موضعی و لوازم آرایشی (سدیم لوریل سولفات)؛ و مواد قلیایی (پاک کننده تخلیه، صابون قوی با بقایای لیمو).
درماتیت تماسی تحریک‌کنندهٔ فیزیکی معمولاً ممکن است به‌دلیل رطوبت پایین ایجاد شود. همچنین بسیاری از گیاهان به‌طور مستقیم، پوست را تحریک می‌کنند.

### درماتیت تماسی آلرژیک

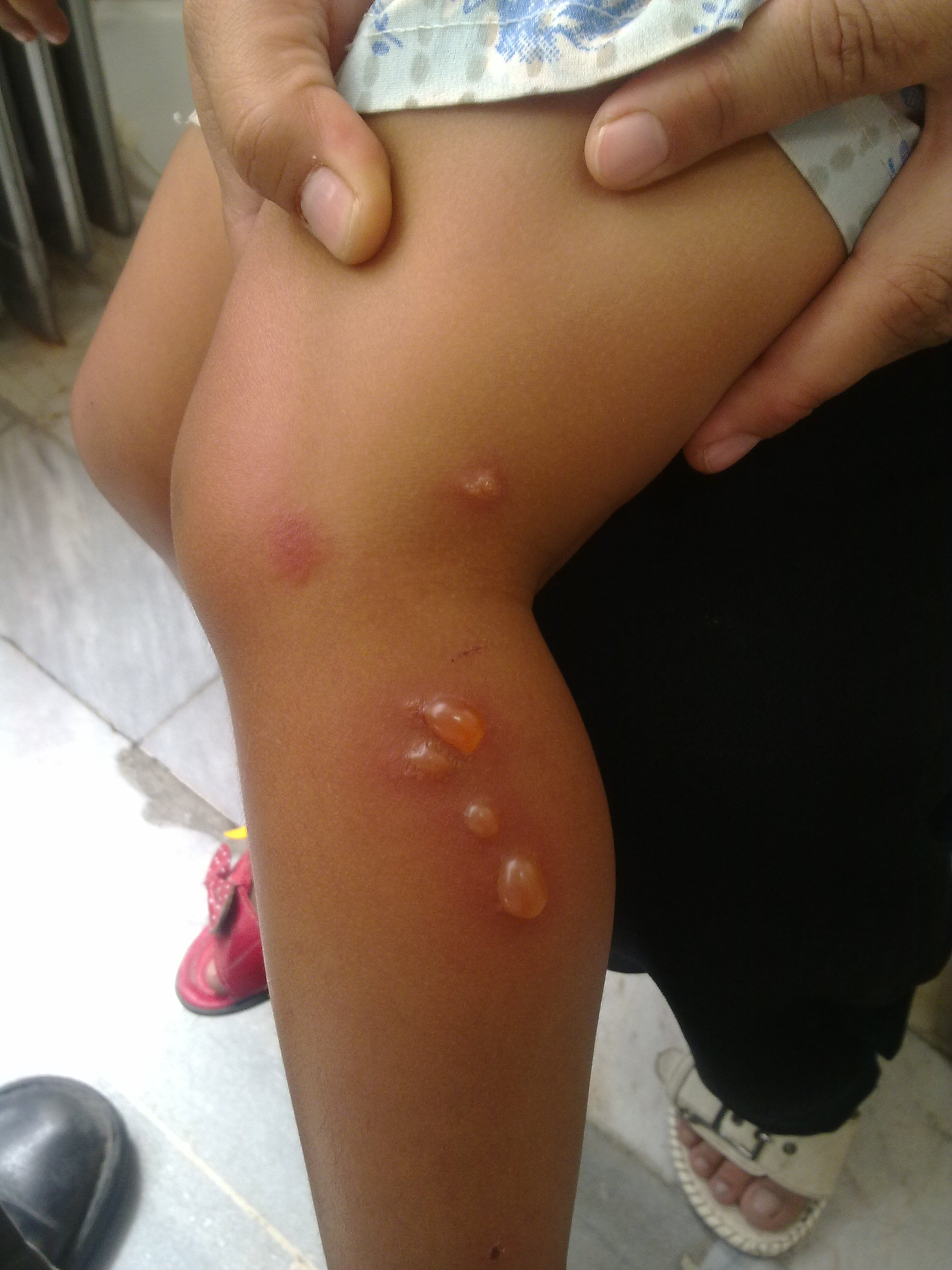
دختر ۳ ساله مبتلا به درماتیت تماسی، یک روز پس از تماس با پیچک سمی

درماتیت تماسی آلرژیک (ACD) به‌عنوان شایع‌ترین شکل سمیت ایمنی که در انسان یافت می‌شود پذیرفته شده‌است و یک مشکل شایع بهداشت شغلی و محیطی است.
آلرژن‌ها عبارتند از نیکل، طلا، بلسان پرو (Myroxylon pereirae)، کروم، و پوشش روغنی گیاهان از سردهٔ زهردرخت‌ها، مانند پیچک سمی، بلوط سمی غربی و سماق سمی.

### درماتیت فتوکانتکت
درماتیت فتوکانتکت (PCD) یا درماتیت در حضور نور، به دو دستهٔ فتوتوکسیک و فتوآلرژیک، (آلرژیک به نور) تقسیم می‌شود، این نوع درماتیت، با تعامل بین یک مادهٔ ''غیرمضر یا کمتر مضر'' بر روی پوست و نور فرابنفش (۳۲۰–۴۰۰ نانومتر) ایجاد می‌شود. این عارضه بنابراین تنها در محیط‌هایی که فرد مبتلا، در معرض چنین اشعه‌هایی قرار گرفته‌است، ایجاد می‌شود.
این شکل از درماتیت تماسی، معمولاً فقط در نواحی از پوست که با لباس پوشانده نشده، ظاهر شده و با اجتناب از قرار گرفتن در معرض نور خورشید می‌توان از وقوع آن، جلوگیری کرد. مکانیسم اثر، از سمی به سم دیگر متفاوت است، اما معمولاً به‌دلیل تولید یک محصول نوری است. سموم مرتبط با PCD شامل پسورالن‌ها هستند. پسورالن‌ها در واقع برای درمان پسوریازیس، اگزما و پیسی به‌کار می‌روند. مکانیسم‌های ایمونولوژیک نیز می‌توانند نقش داشته باشند و باعث ایجاد پاسخ آلرژیک شوند.

## تشخیص

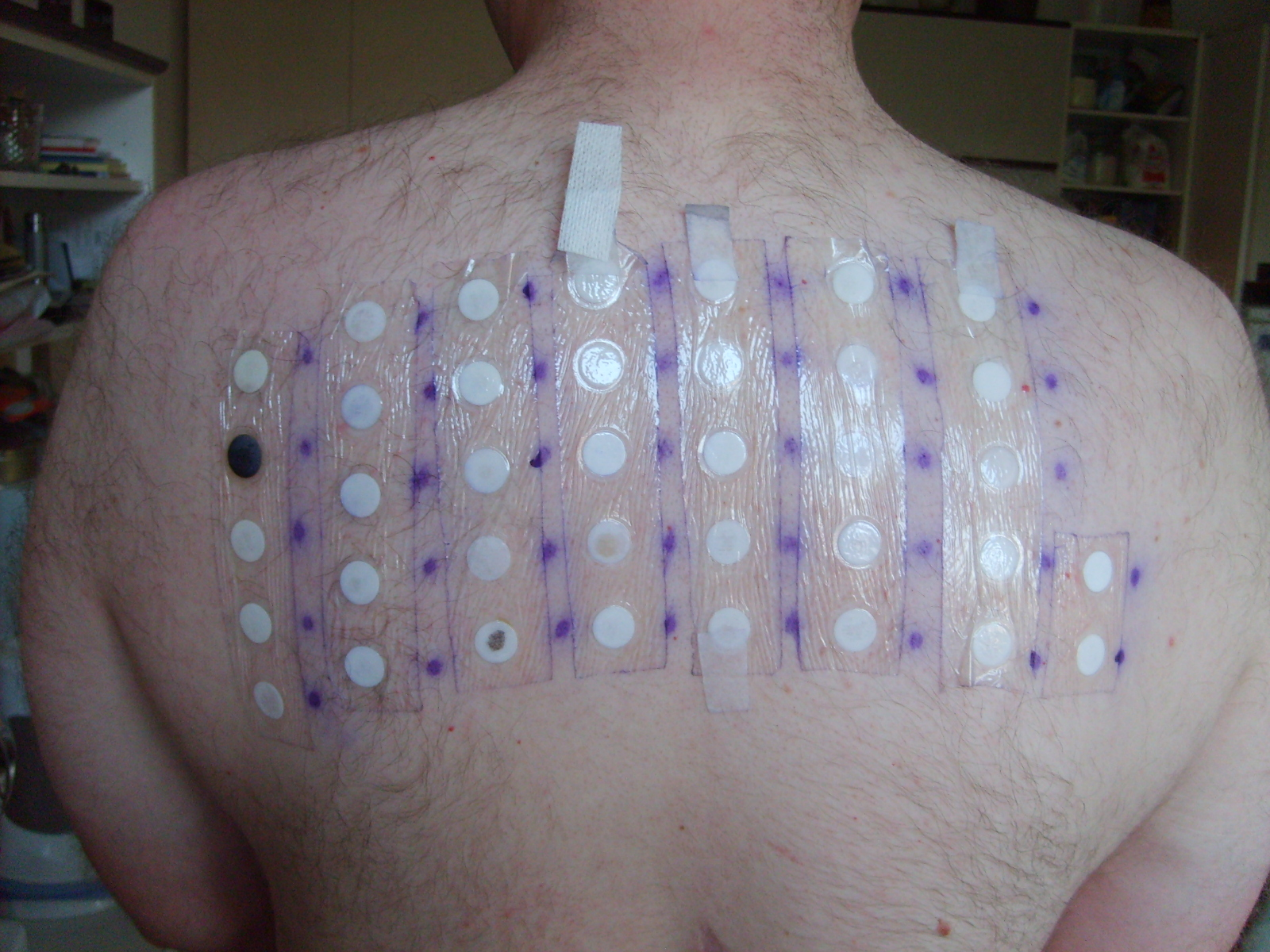
برچسب‌های تست

از آن‌جایی که درماتیت تماسی برای شروع واکنش به یک محرک یا یک آلرژن وابسته است، برای بیمار مهم است که عامل مسئول آن را شناسایی و از آن اجتناب کند. این را می‌توان با انجام تست برچسبی (پَچ‌تست)، یکی از روش‌های معمول تست آلرژی، انجام داد. ۺ آلرژن اصلی که در آزمایش‌های پچ از سال ۲۰۰۵ تا ۲۰۰۶ یافت شد عبارتند از: سولفات نیکل (۱۹٫۰٪)، شیرهٔ گیاه Myroxylon pereirae (بالسان پرویی، ۱۱٫۹٪)، و ترکیب ترکیب معطر نوع یک (۱۱٫۵٪).
بیمار باید بداند که محرک یا آلرژن در کجا یافت می‌شود تا بتواند از آن اجتناب کند. همچنین توجه به این نکته مهم است که مواد شیمیایی گاهی چندین نام مختلف دارند و همیشه روی برچسب محصولات، چاپ نمی‌شوند.
تمایز بین انواع مختلف درماتیت تماسی بر اساس تعدادی از عوامل است. مورفولوژی بافت‌ها، بافت‌شناسی و یافته‌های ایمونولوژیک، همگی در تشخیص شکل بیماری استفاده می‌شوند. با این‌حال، در تعیین اَشکال مختلف درماتیت تماسی، تردید و سردرگمی وجود دارد.

## پیشگیری
در یک محیط صنعتی، کارفرما موظف است از کارگر خود مراقبت کند تا سطح مناسبی از تجهیزات ایمنی را برای کاهش قرارگیری در معرض محرک‌های مضر فراهم کند. این موضوع، بسته به محیط کار می‌تواند به شکل لباس محافظ، دستکش یا کرم‌های محافظ باشد. از بین بردن مواجههٔ کامل با محرک‌های مضر، غیرممکن است، اما می‌توان با استفاده از رویکردهایی، از آن‌ها دوری کرد. رویکردها شامل هشت عنصر اساسی به شرح زیر است:
- شناسایی محرک‌های پوستی و آلرژن‌های احتمالی
- برای جلوگیری از قرار گرفتن پوست، در معرض این مواد، از اقدامات کنترلی مناسب پیش‌بینی شود.
- محافظت شخصی را می‌توان با استفاده از لباس‌های محافظ یا کرم‌های محافظ به دست آورد.
- رعایت بهداشت فردی و محیطی
- استفاده از محرک‌های مضر در محل کار باید کنترل شود
- تلاش برای افزایش دانش در مورد آلرژی‌ها و محرک‌های بالقوه از طریق آموزش
- ترویج شرایط و شیوه‌های کار ایمن
- غربال‌گری‌های بهداشتی پیش و پس از استخدام و به‌طور منظم[۱۶]

برای جلوگیری از عفونت در زخم‌ها پس از جراحی نباید از آنتی‌بیوتیک‌های موضعی استفاده کرد. فردی که پس از عمل از این داروها استفاده کند، به‌طور قابل توجهی در معرض خطر ابتلا به درماتیت تماسی است.

## درمان

### درمان فردی
- اگر تاول ساییدگی ایجاد شود، کمپرس مرطوب سرد به مدت ۳۰ دقیقه، ۳ بار در روز می‌تواند تسکین‌دهنده باشد.[۱۹]
- لوسیون کالامین ممکن است خارش را تسکین دهد.[۲۰]
- آنتی‌هیستامین‌های خوراکی مانند دیفن‌هیدرامین (Benadryl, Ben-Allergin) می‌توانند خارش را تسکین دهند.[۲۰]
- پرهیز از خاراندن.[۲۰]
- بلافاصله پس از قرار گرفتن در معرض یک آلرژن یا محرک شناخته‌شده، موضع با صابون و آب شسته شود.
- برای موارد خفیف کرم هیدروکورتیزون بدون نسخه ممکن است کافی باشد.
- محلول‌های اسیدی ضعیف (آب‌لیمو، سرکه) را می‌توان برای خنثی کردن اثرات درماتیت ناشی از قرار گرفتن در معرض محرک‌های بازی استفاده کرد.
- یک کرم محافظ، مانند انواع کرم‌های حاوی اکسید روی (مانند دزیتین)، ممکن است به محافظت از پوست و حفظ رطوبت کمک کند.

### درمان پزشکی
اگر بثورات پس از ۲ تا ۳ روز خودمراقبتی، بهبود نیافت یا به گسترش خود ادامه داد، یا اگر خارش و/یا درد، شدید بود، بیمار باید با متخصص پوست یا پزشک دیگر تماس بگیرد. درمان پزشکی معمولاً شامل لوسیون‌ها، کرم‌ها یا داروهای خوراکی است.
- کورتیکواستروئیدها. یک داروی کورتیکواستروئیدی مانند هیدروکورتیزون ممکن است برای مبارزه با التهاب در یک ناحیه، به‌صورت موضعی تجویز شود. این داروها ممکن است به صورت کرم یا پماد روی پوست مالیده شوند. اگر بخش نسبتاً بزرگی از پوست، دچار حساسیت شده یا حساسیت، شدید باشد، ممکن است یک داروی کورتیکواستروئیدی به شکل قرص یا تزریقی توسط پزشک، تجویز شود.

در موارد شدیدتر، ممکن است که یک داروی قوی‌تر مانند هالوبتازول توسط متخصص پوست تجویز شود.
- آنتی‌هیستامین‌ها در صورت ناکافی بودن آنتی‌هیستامین‌های بدون نسخه، پزشک ممکن است، آنتی‌هیستامین‌های نیازمند به نسخه تجویز کند.